# Аксин
Аксин (њем. Axien) општина је у њемачкој савезној држави Саксонија-Анхалт. Једно је од 39 општинских средишта округа Витенберг. Према процјени из 2010. у општини је живјело 557 становника. Посједује регионалну шифру (AGS) 15091015.

## Географски и демографски подаци
Аксин се налази у савезној држави Саксонија-Анхалт у округу Витенберг. Општина се налази на надморској висини од 73 метра. Површина општине износи 22,6 km². У самом мјесту је, према процјени из 2010. године, живјело 557 становника. Просјечна густина становништва износи 25 становника/km².